# Tumut
Tumut é uma cidade na região de Riverina, Nova Gales do Sul, Austrália. Está situada no sopé das Snowy Mountains. Tumut Shire Council é administrado em escritórios localizados em Tumut.
Tumut possui vários edifícios históricos. O mais notável é a Igreja Anglicana, desenhada por Edmund Blacket.
Tumut (originalmente 'Dumot'), pensa-se que seja o nome aborígene para "Local de Descanso Perto do Rio".